# گرماب پایین (شاهرود)
گرماب پایین یک روستا در ایران است که در دهستان خوارتوران شهرستان شاهرود واقع شده‌است. گرماب پایین ۹۹ نفر جمعیت دارد.